# Denianké
Les Denianké (ou Denyanké, ou Deniankobé) sont une dynastie peul, qui régna sur l'Empire du Grand Fulo  — un royaume de la vallée du fleuve Sénégal — du XVIe au XVIIIe siècle. Ses membres sont parfois appelés les Deniankobe, pluriel de Denianke.

## Histoire
Dans cette dynastie, le roi portait le titre de Satigui d'origine malinké. La dynastie des Denianké était surtout composée de Sebbe, guerriers Ceddo, du Fouta. Ce sont les sebbe kolyaabé , issus des soldats  peuls recrutés lors des pérégrinations militaires de Koly Tenguella en particulier dans le Badiar. De religion traditionnelle à la base, vers la fin de leur règnes certains Saltigué se convertirent à l'islam pour des raisons politiques, mais leur islam resta toujours superficiel.
Fondée par Koli Tenguella, la dynastie est renversée en 1776 par une guerre sainte musulmane (djihad), conduite par Souleymane Baal et Abdoul Kader Kane. À la fin du XVIIIe siècle, la dynastie denianké n'avait plus le soutien du peuple, qui subissait les razzia des Maures, venant piller les villages Foutankobé à la recherche d'esclaves. 
Les Maures avaient réussi à soumettre le Fouta à leur autorité, et à lui imposer de lourds tributs. Les guerres fratricides, générées par la situation, entre les puissantes familles Denianké, se multiplièrent. Le Grand Fulo était plongé dans une insécurité permanente. Les Torodo qui étaient opposés aux régimes deniankobe, trouvèrent de plus en plus de partisans, suffisamment pour pouvoir mener la guerre sainte. Malgré cela, les Torodo n'auraient jamais pu mener le djihad, sans avoir convaincu la caste guerrière Sebbe, anciens maitres du Fouta Toro avant l’avènement des Dénianké, de se rallier à leur cause, ceux-ci constituaient une véritable force militaire, car étant de caste guerrière. C'est ainsi que la dynastie Denianké a pu être renversée.

## Succession
Les différents souverains de la dynastie des Deniankés, l'ordre de succession n'étant forcément pas respecté :
1. Koli Tenguella
2. Labba Tenguella Ba
3. Samba Tenguella Ba
4. YalaDi JaaJe (? ans)
5. Yero Gido (30 ans)
6. Bookar Tabakadi JaaJe Garmi (23 ans)
7. Sire Tabakadi (30 ans)
8. Gelaajo Bambi Ba(20 ans)
9. Sire Garmi 1er (12 ans)
10. Gelaajo Tabara I (10 ans)
11. Samba Laamu (2 ans)
12. Yero Jam Koli Teŋella (13 mois)
13. Bokar Samba Laamu (l an)
14. Niaay Hule (23 ans)
15. Gata Kumba Fr (23 ans)
16. Sire Dulmi (30 ans)
17. Gata Kumba 11 (45 jours)
18. Gelaajo Dulmi (20 ans)
19. Gelaajo Jeegi (20 ans)
20. Gelaajo Tabara II (23 ans)
21. Konko Buubu Muusa (10 ans)
22. Samba Gelajeegi (10 ans)
23. Suley Njaay II (30 ans)
24. Gelaajo Gaysiri (10 ans)
25. Sire Garmi 11 (30 ans)
26. Suley Njaay II (2 ans)
27. Suley Buubu (10 ans)
28. Bubakar Fatimata (1 an)